# مهیج‌ترین رؤیاها (ترانه تیلور سوئیفت)
«غیرعملی‌ترین رؤیاها» یا «نامحتمل‌ترین رؤیاها» (انگلیسی: Wildest Dreams) ترانه‌ای از خواننده-ترانه‌سرای آمریکایی تیلور سوئیفت، برگرفته از پنجمین آلبوم استودیویی‌اش، ۱۹۸۹ (۲۰۱۴) است. سوئیفت این ترانه را به همراه تهیه‌کنندگانش مکس مارتین و شلبک نوشت. «مهیج‌ترین رؤیاها» یک اثر بالاد احساسی سینث‌پاپ و دریم پاپ شامل یک تولید جوی مجهز به سازهای زهی و و ضربان قلب سوئیفت به عنوان بیت آن است. متن شعر درخواست سوئیفت از معشوقه‌اش است تا او را با وجود پایان ناچار روابطشان به یاد بیاورد. این ترانه در ۳۱ اوت ۲۰۱۵ توسط بیگ مشین رکوردز و ریپابلیک رکوردز به عنوان پنجمین تک‌آهنگ آلبوم به ایستگاه‌های رادیویی فرستاده شد.
«غیرعملی‌ترین رؤیاها» با بازخوردهای متوسط از سوی منتقدان موسیقی روبرو شد؛ برخی از آواز و تولید سوئیفت را ستایش کردند، در حالی که دیگران آن را غیر اصیل می‌دانستند. با نگاهی گذشته‌نگر، منتقدان این ترانه را به عنوان یکی از ترانه‌های بهتر سوئیفت در فهرست او مثبت ارزیابی کرده‌اند. این تک‌آهنگ در جایگاه‌های برتر جدول‌های استرالیا، کانادا، لهستان و آفریقای جنوبی قرار گرفت. در ایالات متحده، این تک‌آهنگ پنجمین موفقیت متوالی در ۱۰تای ده برتر ۱۰۰تای داغ بیلبورد بود و به رتبه پنج رسید و همچنین در بالای جدول‌های متمرکز بر پخش بیلبورد از جمله ۴۰ آهنگ برتر جریان اصلی و ۴۰ آهنگ برتر بزرگسالان به بالاترین موقعیت خود رسید. این تک‌آهنگ گواهی‌نامه چهارباره پلاتین را از انجمن صنعت ضبط موسیقی ایالات متحده آمریکا (RIAA) دریافت کرد و تا نوامبر ۲۰۱۷، بیش از دو میلیون نسخه در ایالات متحده فروخته بود.
موزیک ویدئو این ترانه به کارگردانی جوزف کان، انتقاداتی را به دلیل تجلیل‌کردن از استعمار جلب کرد، اما کان این ادعا را رد کرد. موزیک ویدئوی واقع در آفریقا در دوران سینمای کلاسیک هالیوود دهه ۱۹۵۰ میلادی، سوئیفت را به عنوان یک بازیگر دارای موی مشکی به تصویر می‌کشد که در ضبط سکانس‌های فیلم عاشق همبازی خود می‌شود، و بعداً سوئیفت پایان اجتناب ناپذیر آن‌ها پس از اتمام پروژه فیلم را متوجه می‌شود. این ویدئو از نظر تولید و استایل‌دهی بسیار مورد استقبال قرار گرفت. سوئیفت تمام درآمد حاصل از این ویدئو را به بنیاد پارک‌های آفریقا در آمریکا اهدا کرد.

عنوان این آهنگ از آخرین بیت ترانه گرفته شده. 
بگو دوباره من رو خواهی دید، حتی اگه فقط توی غیرعملی‌ترین رؤیاها باشه.

## موزیک ویدئو

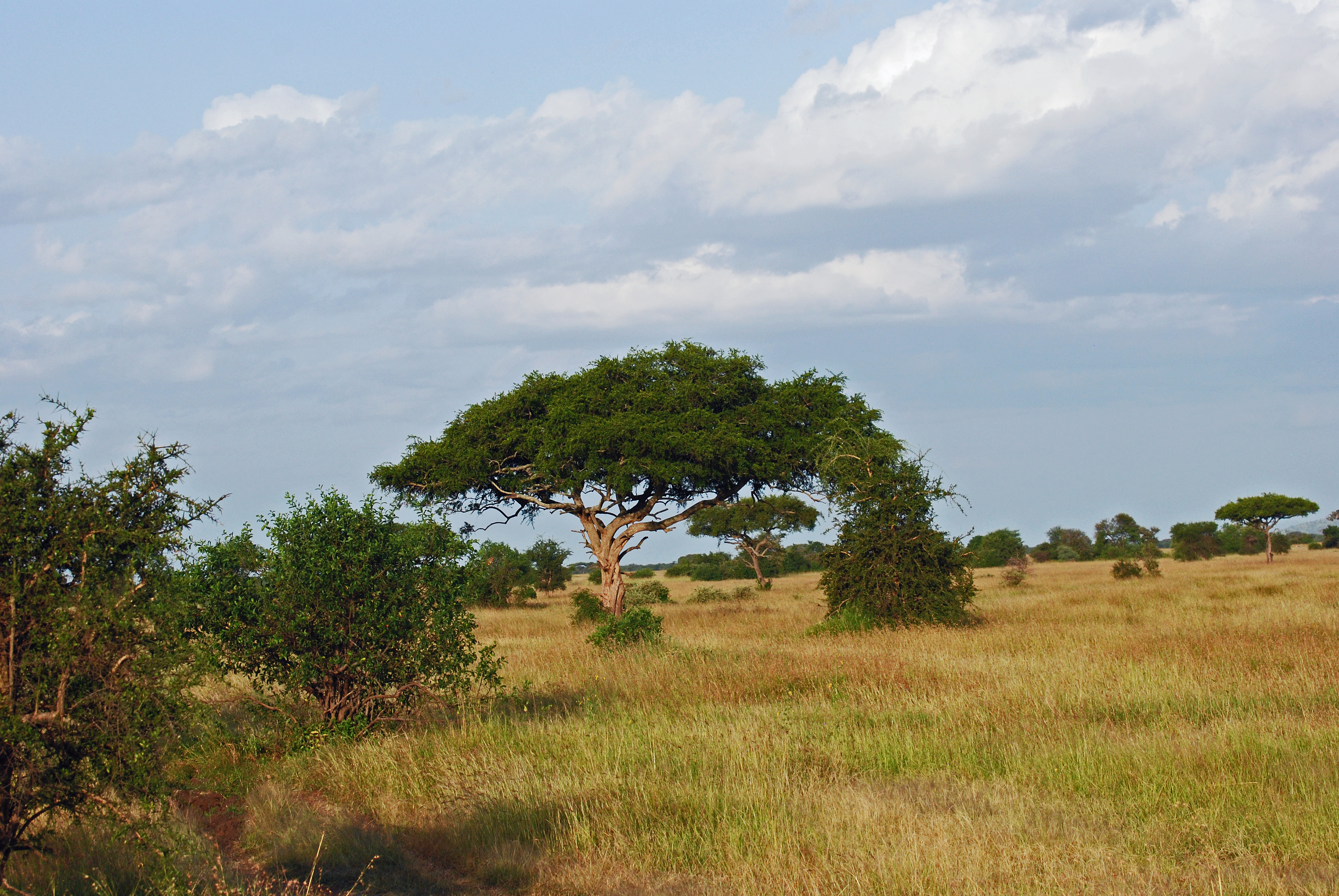
تصویری در ویدیو که در سرنگتی در تانزانیا است.

موزیک ویدئو این آهنگ را جوزف کان کارگردانی کردفیلمبرداری این ویدئو در آفریقا و کالیفرنیا انجام شد.این ویدئو با الهام از فیلم‌های کلاسیکی همچون ملکه، خارج از آفریقا و بیمار انگلیسی ساخته شده‌است.
همچنین اسکات ایستوود در این ویدئو بازی کرده‌است.

## اجرای زنده
سوئیفت مشاپی از این آهنگ را به همراه آهنگ مشتاق از سومین آلبوم استودیویی‌اش حالا صحبت کن در تور جهانی ۱۹۸۹ اجرا کرد. او این آهنگ را در تور آلبوم اعتبار هم اجرا کرد.

## مهیج‌ترین رؤیاها (نسخه تیلور)
ضبط مجدد مهیج‌ترین رؤیاها، با عنوان مهیج‌ترین رؤیاها (نسخه تیلور) در تاریخ ۱۷ سپتامبر ۲۰۲۱ توسط ریپابلیک رکوردز منتشر شد.